# Mehmet Kadri Şander Gürbüz
Mehmet Kadri Şander Gürbüz (* 26. August 1953 in Ankara, Türkei) ist ein pensionierter Diplomat aus der Türkei.

## Werdegang
Gürbüz absolvierte 1976 die Fakultät für Betriebswirtschaftslehre der Universität Wien und promovierte 1979 an derselben Universität. Danach folgten verschiedene Posten im türkischen Außenministerium. Von 2009 bis 2011 war er türkischer Botschafter in Tansania und von 2012 bis 2016 Berater des Außenministeriums und Berater des Wirtschaftsministeriums.
Von 2016 bis 2018 war Gürbüz Botschafter der Türkei in Indonesien und Osttimor sowie den Association of Southeast Asian Nations (ASEAN). Seine Akkreditierung für Osttimor übergab er Anfang 2017.

## Sonstiges
Gürbüz ist verheiratet und hat zwei Kinder. Er spricht Englisch und Deutsch.